# 진하 (전한)

진하(陳賀, ? ~ 기원전 180년)는 중국 전한의 군인이다. 전한 고제의 공신 31위로, 비(費)에 봉해져 비장군(費將軍)이라고도 하며, 시호는 어(圉)로 비어후(費圉侯)다.

## 생애
탕군에서 사인(舍人)으로 처음 고제를 섬겼고, 좌사마(左司馬)로서 한나라에 들어갔다. 이후 한신에 속해 전공을 세워 장군이 됐다. 해하 전투에서는 우군을 맡아 전군을 맡은 한신이 항우와 싸워 불리해 물러나자 좌군을 맡은 공취와 함께 항우를 쳤다. 초군이 불리해지자 한신이 되돌아와 싸워 초군은 대패했다. 이후 회계·절강·호양 일대를 평정했다. 이 공적으로 고제 6년(기원전 201년) 열후가 되었다. 여태후 8년(기원전 180년)에 죽어 아들 진상(陳常)이 뒤를 이었다.

## 후손
문제 원년(기원전 179년), 아들 공후(共侯) 진상이 작위를 이었다.
경제 2년(기원전 155년), 진상의 아들 진언(陳偃)이 뒤를 이었으나, 경제 중2년(기원전 148년) 죄를 지어 작위가 박탈되었다.
경제 중6년(기원전 144년) 진하의 아들 진최(陳最)가 소후(巢侯)에 봉해져 가문을 이었으나, 이듬해에 죽어 봉국이 폐지되었다.
원강 4년(기원전 62년), 진하의 증손인 무릉상조(茂陵上造) 진교(陳僑)가 조서를 받들어 가문을 일으켰다.